# 施利本
施利本（德語：Schlieben）是德国勃兰登堡州的市镇，隶属于易北-埃尔斯特县，总面积为78.65平方千米，截至2020年总人口为2422人。